# Napoléon Laisné
Pour les articles homonymes, voir Laisné.
Napoléon Laisné, né dans l'ancien 12e arrondissement de Paris le 11 septembre 1810 et mort à Paris 16e  le 18 mai 1896, est un militaire français, promoteur du développement de la gymnastique en France.

## Biographie
Après une carrière commencée dans le cadre militaire où il fait connaissance avec la gymnastique amorosienne, Laisné se diversifie ensuite sans jamais diverger des activités gymniques. 

### La gymnastique civile et militaire

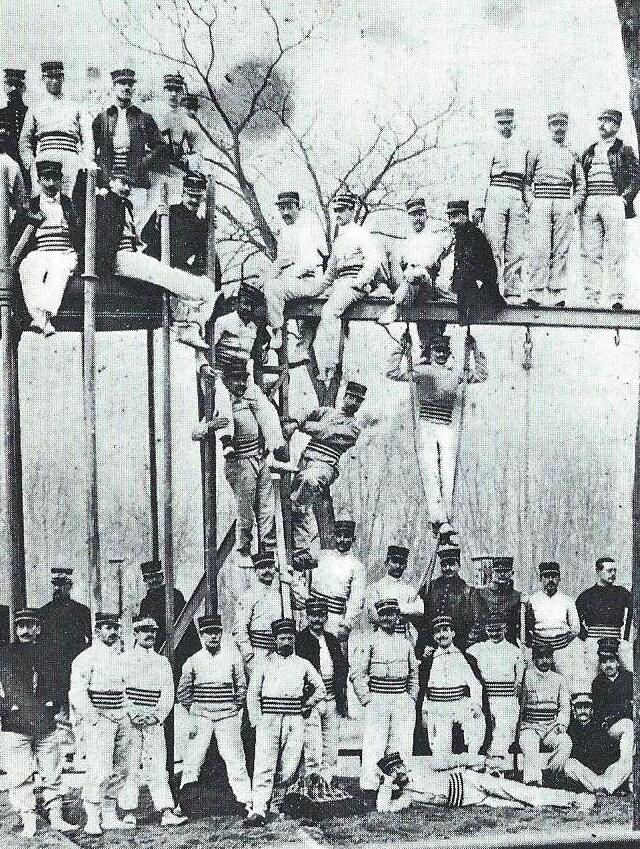
Élèves de l'école à la fin du XIXe siècle.

En 1831, sous-officier dans l’armée française il dirige le gymnase de son régiment à Metz avant de prendre la direction des gymnases des régiments de Lyon et de Montpellier dès l’année suivante. Il monte ensuite à Paris auprès du colonel Amoros et en 1835 il est détaché sur sa demande auprès du gymnase militaire de Paris. 
Lors de l'exposition quinquennale organisée à Paris en 1839, il propose un projet de gymnastique « complet » selon les principes d'Amoros. En 1840, il s'engage dans le domaine civil, d'abord dans un lycée, puis auprès d'une institution pour les aveugles. On lui doit en 1846 la fondation du gymnase de l’École polytechnique. La même année il contribue à la rédaction du premier règlement de gymnastique intitulé Instruction pour l'enseignement de la gymnastique dans les corps de troupe et les établissements militaires. En 1849 le ministre de la Guerre lui confie des plans d'un projet d'école normale de gymnastique militaire à Avon. 
Le 22 juin 1852 il est chargé de seconder le commandant d’Argy pour implanter cette école de gymnastique dans la redoute de la Faisanderie, près de Vincennes. Celle-ci ouvre dès le 15 juillet avec 120 stagiaires et devient l’École normale de gymnastique de Joinville-le-Pont où il est nommé Professeur spécial de gymnastique. Il contribue aussi avec d'Argy à rationaliser l'enseignement de la natation. Si l'objectif initial de l'école est de former des moniteurs de gymnastique pour l'Armée française, il s'élargit rapidement à la formation générale des cadres de gymnastique et d'Argy reste toujours fortement attaché à cette mission. Ainsi il est nommé professeur de gymnastique de l’École normale primaire d’instituteurs de la Seine le 1er octobre 1876.

### La gymnastique médicale

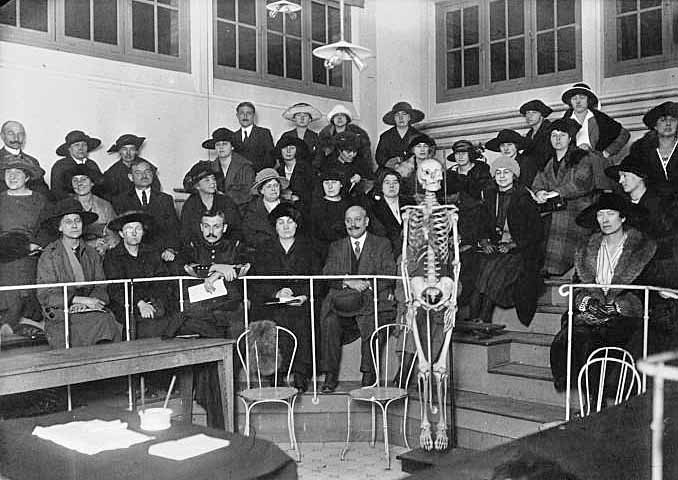
Hôpital des Enfants Malades : cours dans l'amphithéâtre

Disciple du colonel Amoros, Laisné est aussi le premier promoteur de la gymnastique dans les murs des hôpitaux parisiens. Dès 1847, engagé pour quelques mois, il l'introduit à l'Hôpital des Enfants Malades où il l'utilise notamment contre les affections nerveuses touchant les jeunes filles : la chorée ou l'hystérie. Son travail séduit les médecins et les dirigeants de l’Assistance Publique qui multiplient ensuite les services hospitaliers où la gymnastique est enseignée sous sa direction. La municipalité de Paris pérennise son poste l’année suivante en le nommant directeur du gymnase des enfants malades.  
En 1849, il participe à l’introduction de la gymnastique à l’hôpital de la Salpêtrière, en 1854 dans les hospices de Bicêtre et en 1861 dans l’hospice des Enfants-assistés. Dans ces hôpitaux, il ne se contente pas simplement de diriger les exercices gymniques, il s’investit pleinement, y compris dans la construction des lieux où il donne ses leçons.  Le sociologue et Masseur-kinésithérapeute Jacques Monet dit de lui qu'il est « le premier kinésithérapeute de France ». Si la kinésithérapie française est postérieure à la biographie de Laisné, puisqu'elle voit le jour officiellement en 1900 avec la fondation de la société de kinésithérapie à Paris, les expériences de Laisné sont fondamentales pour le développement de la connaissance d'un mouvement qui soigne.